# シェモヴィト
シェモヴィト (ポーランド語: Siemowit [ɕɛˈmɔvit]) またはジェモヴィト (ポーランド語: Ziemowit [ʑɛˈmɔvit]) は、ガル・アノニムによれば、ピャストとジェピハの間の息子。ピャスト朝の初代君主と見なされている。

## 事績
9世紀、伝説的なポーランド人の公であるポピェルの後、ホシュチスコの子ピャストが次の公の候補となった。しかしピャストが断ったので、その息子シェモヴィトがヴィエツ（民会）で推戴され公に即位した。よく知られている伝説として、この後にポピェルはゴプウォ湖の塔でネズミに食い殺されたという。

## 子孫
シェモヴィトと息子レステク、孫シェモムィスウに関する記述は、中世のガル・アノニムの年代記にのみ記述がみられる。
シェモヴィトの曽孫ミェシュコ1世は、ポーランドの君主として初めてキリスト教を受容した。